# Carl Emil Hansen
Carl Emil Hansen (28. juli 1822 i Odense – 16. februar 1888 i København var en dansk officer.

## Liv og virke
Carl Emil Hansen kom på landkadetskolen i 1839 og blev 1. november 1840 udnævnt til sekondløjtnant a la suite. I et år var han "repetent" (privatlærer), og indtrådte igen i hæren 1. november 1841 og fik tjeneste i Fynske Regiment Lette Dragoner. I 1842 blev regimentet omdøbt til 6. dragonregiment (regimentet blev fra 1865 en del af 3. dragonregiment).
Hansen deltog i fire slag i Treårskrigen: Først slaget ved Bov, 9. april 1848, og derpå Slaget ved Slesvig, 23. april 1848. Den 1. marts 1849 blev han tilknyttet Kavaleriets Ordonnanskorps, og den 26. april 1849 fik han karakter af premierløjtnant ved 6. dragonregiment. Den 7. maj 1849 deltog han i træfningen ved Dons, og den 25. juli i slaget på Isted Hede. For sin indsats under krigen blev han belønnet med et ridderkors, den 6. oktober 1850.
Carl Emil Hansen blev i 1852 premierløjtnant, og fra 1854 til 1856 var han igen ude af tjenesten, som a la suite. I 1856 var han tilbage, tilknyttet Gardehusarregimentet. I 1859 fik han anciennitet som ritmester og samme år fik han tjeneste ved 1. generalkommando. I 1860 fik han karakter som ritmester og i 1862 blev han forstander for Den militære Manege. Den 25. december 1863 blev han kommandant for Ordonnanskorpset ved Dannevirke og han deltog i krigen i 1864 ved forsvaret af Dannevirke og det efterfølgende tilbagetog. For sin indsats blev han Dannebrogsmand, 17. april 1864, og efter krigen var han tilbage som forstander af Den militære Manege. I 1865 blev Hansen ritmester af 2. grad og i 1867, da Manegen skiftede navn til Ride- og Beslagskolen blev han dens første chef med rang som ritmester af første grad. I 1871 blev han overført til Gardehusarregimentet og i 1872 blev han udnævnt til oberst og blev formand for Remontekommissionen. Fra 1878 til 1881 gjorde han tjeneste ved 1. Generalkommando, derefter var han igen formand for Remontekommissionen. Fra 1883 til 1886 havde Carl Emil Hansen sin sidste tjeneste ved 1. Generalkommando. Derefter blev han bevilget afsked i 1886, og han døde, ugift, i 1888.